# يايشو بيست
يايشو بيست (مواليد 6 يوليو 1939) هو ملاكم ميانماري، مثّل بلاده في الألعاب الأولمبية الصيفية 1956.

## روابط خارجية
يايشو بيست على موقع أوليمبيديا (الإنجليزية)